# Ханеевка (Липецкая область)
Хане́евка — деревня в Данковском районе Липецкой области. Входит в состав Ягодновского сельсовета.

## Этимология
В документах 1680 года отмечается, что около Ягодного Верха была поместная земля служилого человека Ханеева. Поселенная вскоре на ней деревня получила название по его фамилии.

## Население
| 1859 | 1897 | 1906 | 2010 |
| ---- | ---- | ---- | ---- |
| 862  | ↘614 | ↗732 | ↘10  |

## Улицы
В деревне имеются две улицы: Зелёная и Ханеевская. 